# Дикий Запад
Ди́кий За́пад (англ. Wild West) или Американский Старый Запад (англ. American Old West) — название области, изначально включавшей зону освоения — Фронтир (англ. Frontier), расположенную на территории современных штатов Северная Дакота, Южная Дакота, Монтана, Вайоминг, Колорадо, Канзас, Небраска, Оклахома и Техас, которая постепенно расширялась и перемещалась на запад вплоть до Тихоокеанского побережья, в исторический период между Гражданской войной в США и концом XIX века. В более широком смысле это понятие охватывает всю западную половину Северной Америки и период от экспедиции Льюиса и Кларка до конца Мексиканской революции. По мере заселения североамериканского фронтира и его урбанизации площадь территорий с характерным для Дикого Запада жизненным укладом сокращалась, пока примерно к 1920 году он не перестал существовать как культурное явление.

## Переселенцы
С начала XIX века тысячи американцев покидали всё более густо заселённый восток США и направлялись на запад от Миссисипи, в совершенно неосвоенный регион, называемый Великими равнинами. При этом жители Новой Англии устремлялись в богатый пушниной и лесом Орегон, а выходцы из Хлопковых штатов заселяли просторы Техаса, Аризоны и Калифорнии.
Основным транспортным средством этих переселенцев-пионеров были запряжённые лошадьми фургоны. В путь отправлялись караваны из нескольких десятков фургонов каждый. Для того чтобы добраться от долины Миссисипи до побережья Тихого океана, такому каравану требовалось в среднем около полугода.
Существовало несколько постоянных маршрутов, или «троп», по которым двигались караваны переселенцев. «Калифорнийская тропа» связывала штат Миссури с золотыми приисками Калифорнии. В 1840—1860-х годах по ней проследовали более четверти миллиона фермеров и золотоискателей. «Орегонская тропа» была одним из ответвлений «Калифорнийской тропы». Первый караван прошёл по ней в 1836 году, а последний — в 1869 г. «Мормонской тропой», которая соединяла Иллинойс и Юту, впервые воспользовались в 1847 году переселявшиеся на берега Большого Солёного озера мормоны. «Тропа Санта-Фе» использовалась с 1821 до 1880 года.
Переселенцы страдали от нехватки питьевой воды, болезней, нападений хищников и враждебных индейцев. С наступлением холодов серьёзной проблемой становилась нехватка еды. Самым страшным для каравана было попасть в снежную бурю в горах, когда дорогу заносило снегом и колонистам оставалось ждать весны, страдая от голода и холодов.
Регион Скалистых гор первыми из американцев европейского происхождения освоили так называемые маунтинмены (горцы) — охотники и трапперы. Период расцвета торговли бобровыми шкурками в этом регионе пришёлся на 1820-е—1840-е годы. Ежегодный сбор маунтинменов именовался рандеву. Это была своеобразная ярмарка охотников и трапперов, где они продавали меха и закупали всё необходимое.
После того как в 1848 году в Калифорнии и в 1860 году на территории Дакота было обнаружено золото, началась так называемая золотая лихорадка, усилившая поток переселенцев. Для ряда религиозных групп переселение на малозаселённые западные территории предоставляло возможность избежать внешнего влияния и конфликтов с представителями основных конфессий и властями. Одним из примеров этому являются мормоны, поселившиеся в штате Юта.
В 1862 году был принят акт о собственности на землю, который позволял получать в собственность землю на незаселённых территориях.
Часто утверждается, что Pony Express, начавшая деятельность в 1860 году, была первой компанией по быстрой доставке почты от реки Миссури до тихоокеанского побережья, однако дилижансы Overland Mail Company начали рейсы от Миссури в Сан-Франциско в 1858 году. Overland Mail Company основал Джон Баттерфилд, начинавший с простого возницы. Но в 1860-е годы его компания разорилась и была приобретена многопрофильной компанией Wells Fargo, которая создала целую сеть маршрутов по Дикому Западу, включавших специальные охраняемые станции для отдыха и ночлега пассажиров. В особо опасных районах, где на путешественников нападали индейцы, компания строила и форты. На дилижансы нападали не только индейцы, но и обычные бандиты. Самым известными из грабителей дилижансов на Диком Западе были Том Белл и «Чёрный Барт» (Чарльз Е. Болз). Лишь в Аризоне с 1875 по 1903 год было совершено 128 ограблений дилижансов.
В мае 1869 года было завершено строительство трансконтинентальной железной дороги. После этого освоение западных территорий США оказалось неразрывно связано с железнодорожными магистралями.

## Столкновения с индейцами
Американский Запад населяли индейцы, на территории которых претендовали переселенцы. Они охотились на бизонов, добыча которых была для многих племён основой пропитания. Вместе с белыми переселенцами на Запад пришли новые инфекционные болезни. Кроме того, многие переселенцы обладали значительными, по меркам дикарей, материальными ценностями. В связи с этим индейцы нередко совершали нападения на обозы и поселения белых, промышляя грабежом и убийством, и вооружённые столкновения между индейцами и переселенцами почти не прекращались на протяжении всего XIX века. Периодически они перерастали в крупные конфликты с участием регулярных войск США.

## Скотопромышленники
На бескрайних равнинах Запада росла трава, которая легко переносила не только засуху, но и морозы. Это позволяло переселенцам круглый год держать скот на подножном корме. На просторах Техаса бродили одичавшие потомки коров, завезённых испанскими колонистами. Их отловом занимались ковбои. Этих коров переселенцы скрещивали со своим скотом; так были выведены знаменитые техасские лонгхорны.
Самым известным и удачливым скотопромышленником на Западе был Джон Айлифф, который, поселившись в Колорадо, стал скупать за бесценок у двигавшихся на запад переселенцев измученный долгой дорогой скот. Эти коровы быстро набирали вес на открытых пастбищах, и Айлифф продавал их железнодорожникам и армии. После того, как была построена трансконтинентальная железная дорога, Айлифф организовал перегон техасских лонгхорнов из Техаса на железнодорожные станции в южном Вайоминге. За корову на востоке США платили в десять раз больше, чем она стоила в Техасе.
В 1867 году Джозеф Маккой построил возле канзасской железнодорожной станции Абилин огромный скотопригонный двор на три тысячи голов и вскоре Абилин стал крупнейшим центром торговли скотом и первым из так называемых ковбойских городов. Самым известным ковбойским городом стал легендарный Додж-Сити, который был центром торговли скотом.
К 1877 году все крупные скотоводы Нью-Мексико были разделены на две крупные группировки, соперничавшие друг с другом из-за контрактов на поставку мяса в государственные учреждения и индейские резервации. При этом обе стороны использовали все возможные методы борьбы, а угон скота у конкурентов был обычным делом. Лидер одной из группировок, Лоренс Мёрфи, смог привлечь на свою сторону шерифа округа Линкольн, который в феврале 1878 года конфисковал скот одного из врагов Мёрфи, Джона Танстелла. Танстелл попытался оказать сопротивление и был застрелен людьми Мёрфи, среди которых было много известных ганфайтеров. Так началась «война в округе Линкольн», во время которой погибло около 60 человек.
В 1892 году разгорелась «война в округе Джонсон» в Вайоминге, причиной которой стал спор из-за пастбищ между крупными скотоводами, объединёнными в «Ассоциацию животноводов Вайоминга», и мелкими скотоводами и фермерами.

## Бандиты и охотники за головами
Романы и голливудские фильмы создали образ беззакония в западных городах, однако на самом деле, правоохранительные порядки там были значительно более жёсткие, чем в сельской местности. Это способствовало тому, что преступники держались от городов подальше. Многочисленность преступлений на Диком Западе, отражённая в массовом культурном сознании современного человека, не является историческим фактом. На самом деле отсутствие американских официальных властей вполне компенсировали частные охранные агентства — «земельные конторы», которые вполне успешно торговали своей экстерриториальной юрисдикцией и справлялись с правоохранительными функциями.
Однако существовали и вполне успешные банды, занимавшиеся угоном скота, ограблениями почтовых фургонов, поездов и банков. Самой успешной из них была банда Джесси Джеймса, целиком состоявшая из бывших солдат армии Конфедерации. Другим известным бандитом был Джонни Ринго. С бандитами боролись официальные шерифы, а также так называемые баунти-хантеры — «охотники за головами». Из них наиболее известны Джеймс Хикок по прозвищу «Дикий Билл», Пэт Гарретт, Уайетт Эрп, Бэт Мастерсон.
Нередко шерифами на Диком Западе становились бывшие преступники. Многих представителей закона убивали. Только в Техасе за 10 лет, с 1869 по 1878 год, были убиты около 100 представителей закона.
Достаточно распространенным на Диком Западе было линчевание уличенных преступников.
Противореча популярному мнению, многие члены банд, а так же "ковбои", по большей части были чернокожими.

## В культуре
Уже в XIX веке первопроходцы и Дикий Запад рассматривались в романтическом и героическом свете. Типичными сюжетами рассказов о Диком Западе были столкновения с индейцами, промысел золотодобытчиков, поединки шерифов и бандитов. Классическое — и ставшее каноническим представление о Диком Западе создали артисты шоу Буффало Билла. С приходом кинематографа сюжет Дикого Запада нашёл своё отображение в жанре вестерн.

## Влияние на язык
Освоение Дикого Запада привело к заметному пополнению английского языка. В частности, в английский попало много заимствований из языков индейцев и испанского: hickory (гикори), hominy (дроблёная кукуруза), maize (кукуруза, маис), moccasin (мокасин), moose (американский лось), opossum (опоссум), pecan (пекан), squaw (скво, индианка), toboggan (тобогган), powwow (пау-вау), totem (тотем), pemmican (пеммикан) и др. Названия новых территорий также зачастую заимствовались из местных языков: Дакота, Вайоминг, Юта, Миссисипи и Кентукки.